# Chemelil Sugar
El Chemelil Sugar FC es un equipo de fútbol de Kenia que juega en la Liga keniana de fútbol, la liga de fútbol más importante del país.

## Historia
Fue fundado en el año 1968 en la ciudad de Chemelil y se unió a las ligas distritales, hasta lograr el ascenso en el año 1996 a la Liga keniana de fútbol, donde continua actualmente.
Su propietario en la empresa Chemelil Sugar Company, dedicada al negocio del azúcar y nunca ha sido campeón de liga y su único título ha sido la copa Presidente de Kenia en el 2003.
A nivel internacional ha participado en 2 torneos continentales, donde nunca ha pasado de la Ronda Preliminar.

## Palmarés
- Copa Presidente de Kenia: 1

2003

## Participación en competiciones de la CAF
| Temporada | Torneo                       | Ronda      | Club            | Casa  | Visita | Global |
| --------- | ---------------------------- | ---------- | --------------- | ----- | ------ | ------ |
| 2004      | Copa Confederación de la CAF | Preliminar | Mtibwa Sugar FC | 0-2   | 1-2    | 1-4    |
| 2005      | Copa Confederación de la CAF | Preliminar | Banks SC        | w.o.1 | w.o.1  | w.o.1  |

1- Chemelil Sugar abandonó el torneo.